# Cheam
Cheam é um bairro do município londrino de Sutton. Encontra-se a uns 20 km (12 mi) ao sul-sudoeste de Charing Cross, Londres, Reino Unido. Segundo o censo de 2011 contava com uma população de 10 285 habitantes.